# Juanmi Jiménez
Juan Miguel Jiménez López (Coín, Málaga, 20 de mayo de 1993), conocido deportivamente como Juanmi, es un futbolista español. Juega de delantero y su equipo es el Getafe C. F. de la Primera División de España.

## Trayectoria

### Málaga
Nació en Coín, Provincia de Málaga. Criado en la cantera del Málaga C. F., debutó con el primer equipo el 13 de enero de 2010 en un partido de Copa del Rey a domicilio contra el Getafe C. F., marcando en la derrota de los andaluces por 1-5 (perdiendo 6-3 en el global), lo que le convirtió en el goleador más joven del club en un partido oficial con tan sólo 16 años. Cuatro días después, apareció por primera vez en La Liga, jugando ocho minutos en una victoria por 1-0 en casa contra el mismo rival.
El 27 de marzo de 2010, asistió en el empate a uno en casa contra el CD Tenerife. Aunque el Málaga estuvo amenazado por el descenso hasta la última jornada de la temporada, aún pudo disputar cinco partidos con el primer equipo, sumando 110 minutos. El 5 de agosto firmó su primer contrato profesional, que le mantuvo en el club hasta el final de la 2014-15.
El 12 de septiembre de 2010, Juanmi, de 17 años, fue titular en el campo del Real Zaragoza, y marcó dos goles cuando el Málaga iba ganando 5-0 en el minuto 30 (finalmente ganó 5-3). Con ello, se convirtió en el jugador más joven de la historia de la competición en lograr esta hazaña en un solo partido.
Tras el fichaje en el verano de 2011 de Ruud van Nistelrooy, Juanmi fue degradado aún más en la jerarquía ofensiva del Málaga. Hizo su primera aparición en la temporada el 11 de diciembre de 2011, entrando como suplente y marcando en el empate en casa 1-1 con el CA Osasuna. Fue titular en el Getafe en la Copa del Rey dos días después, y marcó el único gol del partido en el minuto 84.
El 15 de enero de 2013, después de haber aparecido aún más raramente, fue cedido al Racing de Santander de Segunda División hasta junio. No consiguió ver puerta durante su corta estancia, y su equipo también sufrió el descenso.
Juanmi recibió más tiempo de juego por parte del nuevo entrenador del Málaga Bernd Schuster en 2013-14, y fue titular por Javi Gracia en la campaña siguiente. El 31 de enero de 2015 ascendió definitivamente a la plantilla principal, recibiendo el dorsal número 11.

### Southampton F. C.
El 16 de junio de 2015 se hizo oficial su traspaso al Southampton F. C. que paga su cláusula de 7 000 000€ y se inicia su andadura en la Premier League. No obstate, durante la temporada apenas fue tenido en cuenta por el técnico Ronald Koeman y fue el cuarto delantero del equipo tras Graziano Pellè, Shane Long y Charlie Austin. Apenas jugó 19 partidos durante la temporada (7 en liga) partiendo además la mayoría de ellos desde el banquillo y sin lograr ningún gol.

### Real Sociedad
El 9 de junio de 2016, volvió a la Liga de España de la mano de la Real Sociedad de Fútbol, quien pagó cerca de 4 000 000€ al Southampton, por su traspaso hasta 2021, con una cláusula de 35 millones de euros.
En la segunda jornada liguera marcó su primer gol como jugador txuri urdin ante Osasuna. Fue el autor del decisivo gol en el último minuto de la última jornada ante el Celta de Vigo en Balaídos en un empate a 2 que dio a la Real el pase a la Liga Europa de la UEFA . Además, acabó como el máximo goleador del equipo durante toda la temporada, anotando en total 15 goles en 41 partidos.
El día 14 de septiembre de 2017, debutó con la Real Sociedad en la Liga Europa. El 2 de noviembre de 2017 anotó su primer gol en Europa en la victoria por 3-0 ante el Vardar Skopje en la cuarta jornada de la fase de grupos de la UEFA.

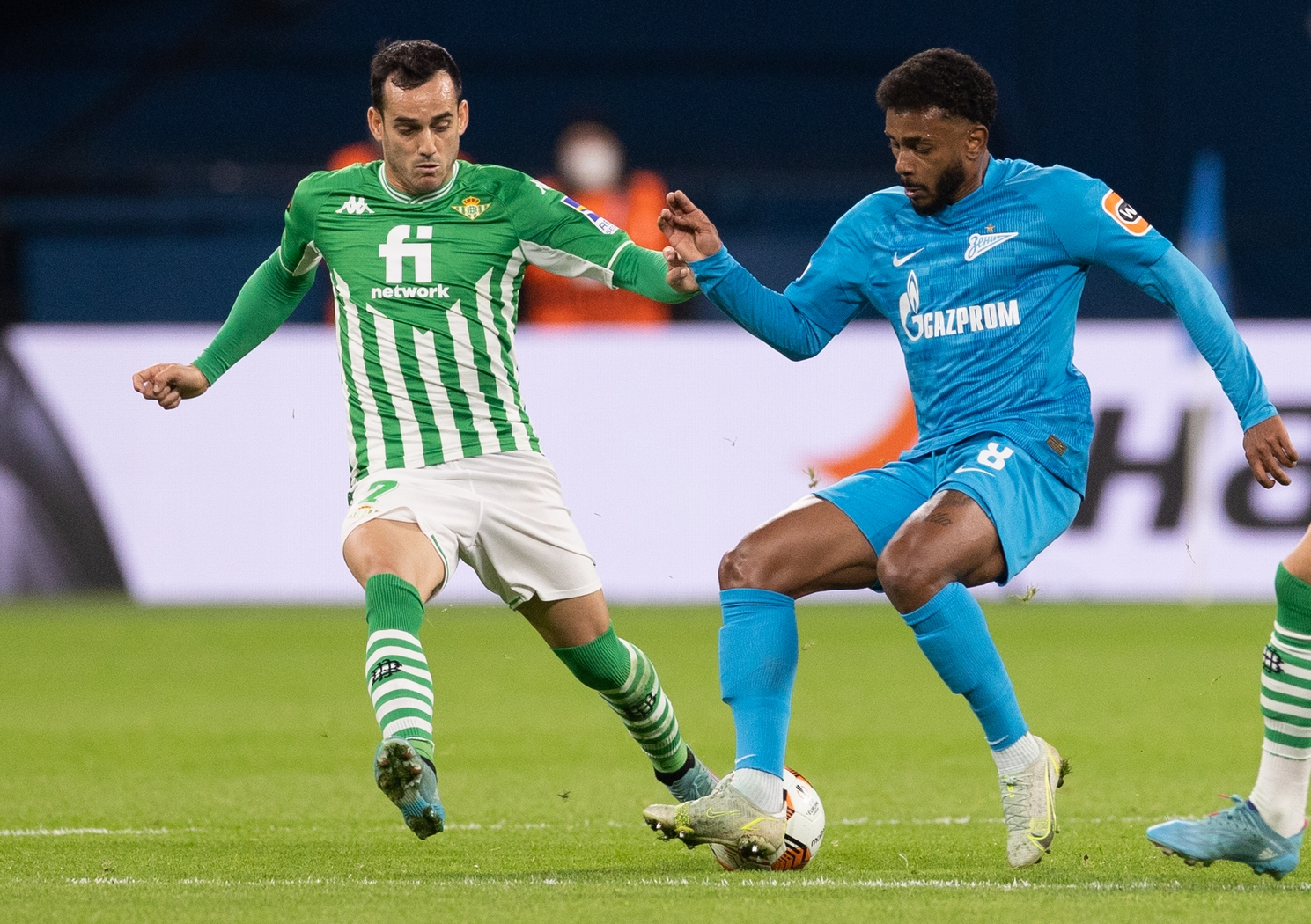
Juanmi en el partido de UEFA Europa League, FC Zenit vs Real Betis, el 17 de febrero de 2022.

### Real Betis Balompié
El 14 de junio de 2019 se hizo oficial su traspaso al Real Betis Balompié a cambio de ocho millones de euros y cinco temporadas de contrato.
El 23 de abril de 2022 ganó con el Real Betis la final de la Copa del Rey ante el Valencia C. F. tras imponerse en la tanda de penaltis. Esa misma campaña fue el máximo goleador del equipo con 20 goles.
El 20 de agosto de 2023 se hizo oficial su cesión al Al-Riyadh saudí por una temporada. Esta la terminó jugando en el Cádiz C. F. tras el acuerdo que alcanzaron a inicios de febrero. La siguiente campaña regresó a Sevilla, aunque el 31 de enero de 2025 volvió a ser prestado, esta vez al Getafe C. F. que tenía una opción de compra que hizo efectiva en junio.

## Selección nacional
Ha sido internacional español en categorías inferiores con España (sub-16, sub-17 y sub-19). Disputó un mini-torneo previo al Europeo Sub-17 con la selección nacional de la categoría (2009), marcando un gol. Con la sub-19 fue campeón de Europa en dos ocasiones (Rumanía 2011 y Estonia 2012) marcando 2 goles en ambos campeonatos.
En marzo de 2015 fue convocado por Vicente del Bosque para formar parte de la convocatoria de la selección española. Jugó su primer partido como internacional absoluto del equipo nacional en un partido amistoso en Ámsterdam contra la selección de Países Bajos (derrota 2-0).

## Estadísticas

### Clubes
Actualizado al último partido disputado el 24 de mayo de 2025.
| Club                         | Div.          | Temporada     | Liga  | Liga  | Copas nacionales | Copas nacionales | Copas internacionales | Copas internacionales | Total | Total |
| Club                         | Div.          | Temporada     | Part. | Goles | Part.            | Goles            | Part.                 | Goles                 | Part. | Goles |
| ---------------------------- | ------------- | ------------- | ----- | ----- | ---------------- | ---------------- | --------------------- | --------------------- | ----- | ----- |
| Atlético Malagueño · España  | 3.ª           | 2009-10       | 13    | 0     | —                | —                | —                     | —                     | 13    | 0     |
| Atlético Malagueño · España  | 3.ª           | 2010-11       | 9     | 1     | —                | —                | —                     | —                     | 9     | 1     |
| Atlético Malagueño · España  | Total club    | Total club    | 22    | 1     | 0                | 0                | 0                     | 0                     | 22    | 1     |
| Málaga C. F. · España        | 1.ª           | 2009-10       | 5     | 0     | 1                | 1                | —                     | —                     | 6     | 1     |
| Málaga C. F. · España        | 1.ª           | 2010-11       | 17    | 4     | 0                | 0                | —                     | —                     | 17    | 4     |
| Málaga C. F. · España        | 1.ª           | 2011-12       | 6     | 1     | 1                | 1                | —                     | —                     | 7     | 2     |
| Málaga C. F. · España        | 1.ª           | 2012-13       | 1     | 1     | 4                | 0                | 2                     | 0                     | 7     | 1     |
| Racing de Santander · España | 2.ª           | 2012-13       | 19    | 0     | —                | —                | —                     | —                     | 19    | 0     |
| Racing de Santander · España | Total club    | Total club    | 19    | 0     | 0                | 0                | 0                     | 0                     | 19    | 0     |
| Málaga C. F. · España        | 1.ª           | 2013-14       | 22    | 4     | 2                | 1                | —                     | —                     | 24    | 5     |
| Málaga C. F. · España        | 1.ª           | 2014-15       | 34    | 8     | 4                | 0                | —                     | —                     | 38    | 8     |
| Málaga C. F. · España        | Total club    | Total club    | 85    | 18    | 12               | 3                | 2                     | 0                     | 99    | 21    |
| Southampton F. C. Inglaterra | 1.ª           | 2015-16       | 12    | 0     | 3                | 0                | 4                     | 0                     | 19    | 0     |
| Southampton F. C. Inglaterra | Total club    | Total club    | 12    | 0     | 3                | 0                | 4                     | 0                     | 19    | 0     |
| Real Sociedad · España       | 1.ª           | 2016-17       | 35    | 11    | 6                | 4                | —                     | —                     | 41    | 15    |
| Real Sociedad · España       | 1.ª           | 2017-18       | 30    | 8     | 2                | 1                | 6                     | 1                     | 38    | 10    |
| Real Sociedad · España       | 1.ª           | 2018-19       | 30    | 5     | 4                | 1                | —                     | —                     | 34    | 6     |
| Real Sociedad · España       | Total club    | Total club    | 95    | 24    | 12               | 6                | 6                     | 1                     | 113   | 31    |
| Real Betis Balompié · España | 1.ª           | 2019-20       | 8     | 1     | 0                | 0                | —                     | —                     | 8     | 1     |
| Real Betis Balompié · España | 1.ª           | 2020-21       | 16    | 2     | 4                | 2                | —                     | —                     | 20    | 4     |
| Real Betis Balompié · España | 1.ª           | 2021-22       | 33    | 16    | 6                | 2                | 7                     | 2                     | 46    | 20    |
| Real Betis Balompié · España | 1.ª           | 2022-23       | 22    | 4     | 2                | 0                | 3                     | 0                     | 27    | 4     |
| Al-Riyadh Arabia Saudita     | 1.ª           | 2023-24       | 16    | 1     | 1                | 0                | ―                     | ―                     | 17    | 1     |
| Al-Riyadh Arabia Saudita     | Total club    | Total club    | 16    | 1     | 1                | 0                | 0                     | 0                     | 17    | 1     |
| Cádiz C. F. · España         | 1.ª           | 2023-24       | 16    | 3     | ―                | ―                | ―                     | ―                     | 16    | 3     |
| Cádiz C. F. · España         | Total club    | Total club    | 16    | 3     | 0                | 0                | 0                     | 0                     | 16    | 3     |
| Real Betis Balompié · España | 1.ª           | 2024-25       | 11    | 0     | 2                | 1                | 6                     | 1                     | 19    | 2     |
| Real Betis Balompié · España | Total club    | Total club    | 90    | 23    | 14               | 5                | 16                    | 3                     | 120   | 31    |
| Getafe C. F. · España        | 1.ª           | 2024-25       | 13    | 0     | 1                | 0                | ―                     | ―                     | 14    | 0     |
| Getafe C. F. · España        | Total club    | Total club    | 13    | 0     | 1                | 0                | 0                     | 0                     | 14    | 0     |
| Total carrera                | Total carrera | Total carrera | 368   | 70    | 43               | 14               | 28                    | 4                     | 439   | 88    |
| 1. 2.                        |               |               |       |       |                  |                  |                       |                       |       |       |

## Palmarés

### Títulos nacionales
| Título       | Club                | País   | Año  |
| ------------ | ------------------- | ------ | ---- |
| Copa del Rey | Real Betis Balompié | España | 2022 |

### Títulos internacionales
| Título          | Selección | Sede    | Año  |
| --------------- | --------- | ------- | ---- |
| Eurocopa Sub-19 | España    | Rumania | 2011 |
| Eurocopa Sub-19 | España    | Estonia | 2012 |

### Distinciones individuales
| Distinción                                                          | Año  |
| ------------------------------------------------------------------- | ---- |
| Mejor jugador del mes de diciembre de la Primera División de España | 2021 |

## Récords
- Jugador más joven en debutar y marcar en un partido de Copa con el Málaga C. F.

El 13 de enero de 2010, en la victoria del Getafe C. F. ante el Málaga (5-1) en el Coliseum Alfonso Pérez. Anotó el gol malaguista convirtiéndose en el jugador más joven de la historia del Málaga C. F. en debutar y marcar con 16 años 9 meses y 7 días.
- Jugador más joven en conseguir dos goles en un partido de Liga

El 12 de septiembre de 2010 logró marcar dos goles en el partido que enfrentaba al Real Zaragoza contra el Málaga C. F. en La Romareda, convirtiéndose en el jugador más joven en conseguirlo en la Primera División, situando el récord en 17 años y 115 días.